# Мерино, Хосе Мария
Хосе Мария Мерино (исп. José María Merino; род. 5 марта 1941, Ла-Корунья, Галисия) — испанский писатель.

## Биография
Родился 5 марта 1941 года в городе Ла-Корунья, Испания. Отец Хосе из-за своих республиканских взглядов был вынужден покинуть Леон и найти убежище в Галисии. После войны семья снова поселилась в Леоне, где отец Мерино открыл собственную юридическую фирму и агентство.
В детстве Мерино увлекался книгами. Первыми произведениями, которые пробудили в нём интерес к литературе, были романы, хранившиеся в семейной библиотеке. Некоторое время спустя Мерино окончил университет в Мадриде по специальности «юриспруденция». Свою трудовую деятельность он начал в министерстве образования.
В 1972 году он опубликовал свою первую книгу — сборник стихов «Sitio de Tarifa». Первым крупным произведением автора стал роман «Novela de Andrés Choz», опубликованный в 1976 году. С 1987 по 1989 год он руководил Центром испанской литературы в министерстве культуры, а с 1996 года посвятил себя исключительно литературе.
В 2022 году в честь Мерино и Луиса Матео Диеса была опубликована коллективная книга, в которую 65 авторов из испаноязычных стран внесли множество своих неопубликованных рассказов, вдохновлённых творчеством Мерино и Диеса.

## Личная жизнь
Мерино женат на Марии дель Кармен Норверто Лаборде. У пары есть двое детей: Мария, профессор конституционного права Мадридского университета имени Короля Хуана Карлоса, и Ана, поэтесса, драматург и писательница.

## Работы
- Novela de Andrés Choz (1976)
- El caldero de oro (1981)
- La orilla oscura (1985)
- El oro de los sueños (1986)
- La tierra del tiempo perdido (1987)
- Las lágrimas del sol (1989)
- El centro del aire (1991)
- Los trenes del verano — No soy un libro (1992)
- Las crónicas mestizas (1992)
- Las visiones de Lucrecia (1996)
- Los invisibles (2000)
- Novelas del mito (2000)
- El heredero (2003)
- El lugar sin culpa (2007)
- El río del Edén (2013)